# Little Red Schoolhouse (Brunswick)

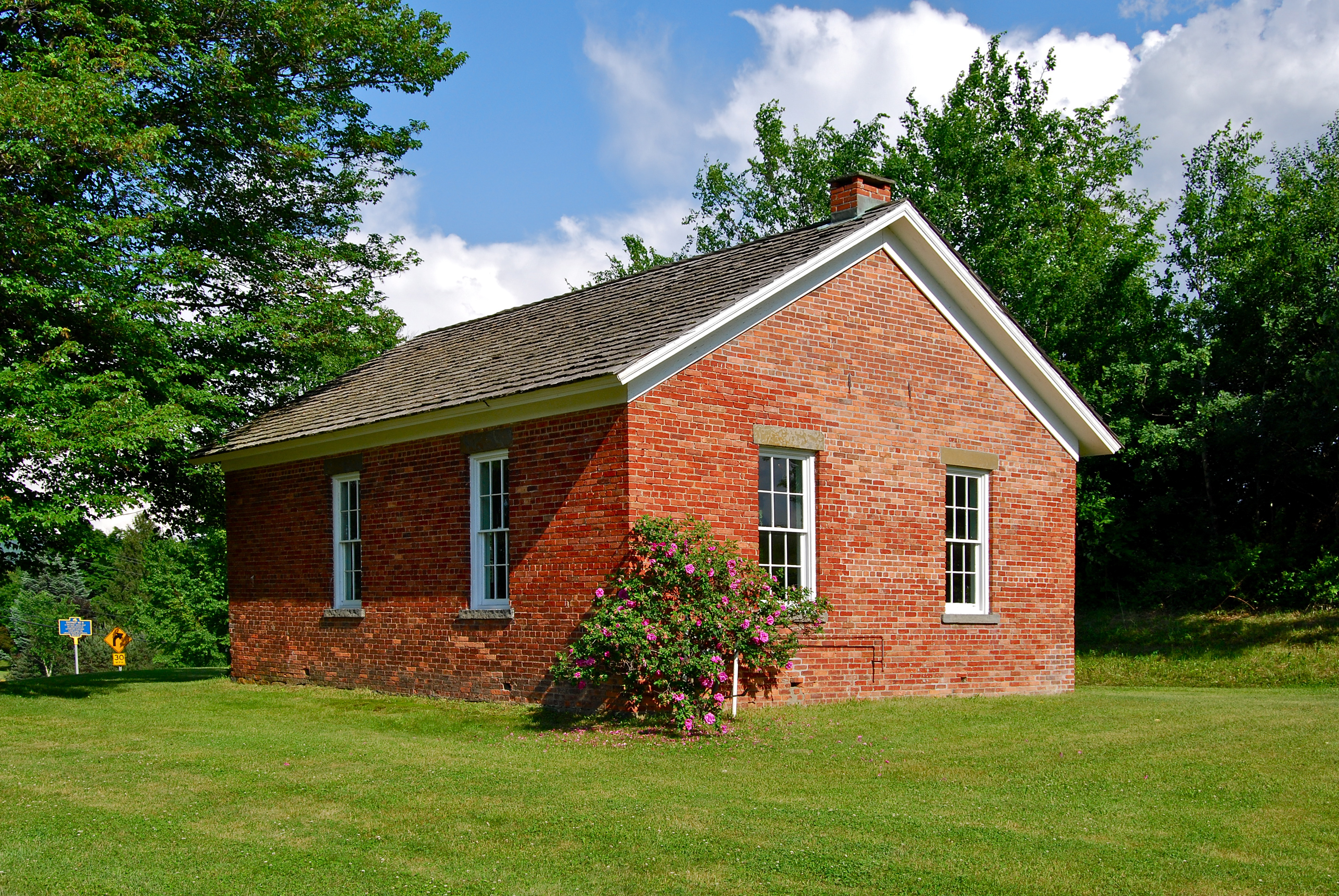
Blick auf das Schulhaus von Norden

Das District #6 Schoolhouse, örtlich auch als Little Red Schoolhouse oder Lincoln School bezeichnet, war eine Zwergschule in Brunswick in New York, Vereinigte Staaten, die um 1830 oder 1837 erbaut und von Schülern der Klassen 1–8 besucht wurde, bevor der Schulbezirk, in den es fällt, 1952 konsolidiert wurde. Die Schule wurde am 3. Juli 2008 in das National Register of Historic Places (NRHP) eingetragen.
Das Gebäude an der New York State Route 278 gehört immer noch der Schulbehörde. Es wird angenommen, dass es sich bei dem Schulhaus um das älteste Schulhaus im Rensselaer County handelt. Das Haus hat keine interne Wasserversorgung oder Abwasserleitungen. Das ursprüngliche doppelte Toilettenhäuschen wurde später ersetzt.

## Geschichte

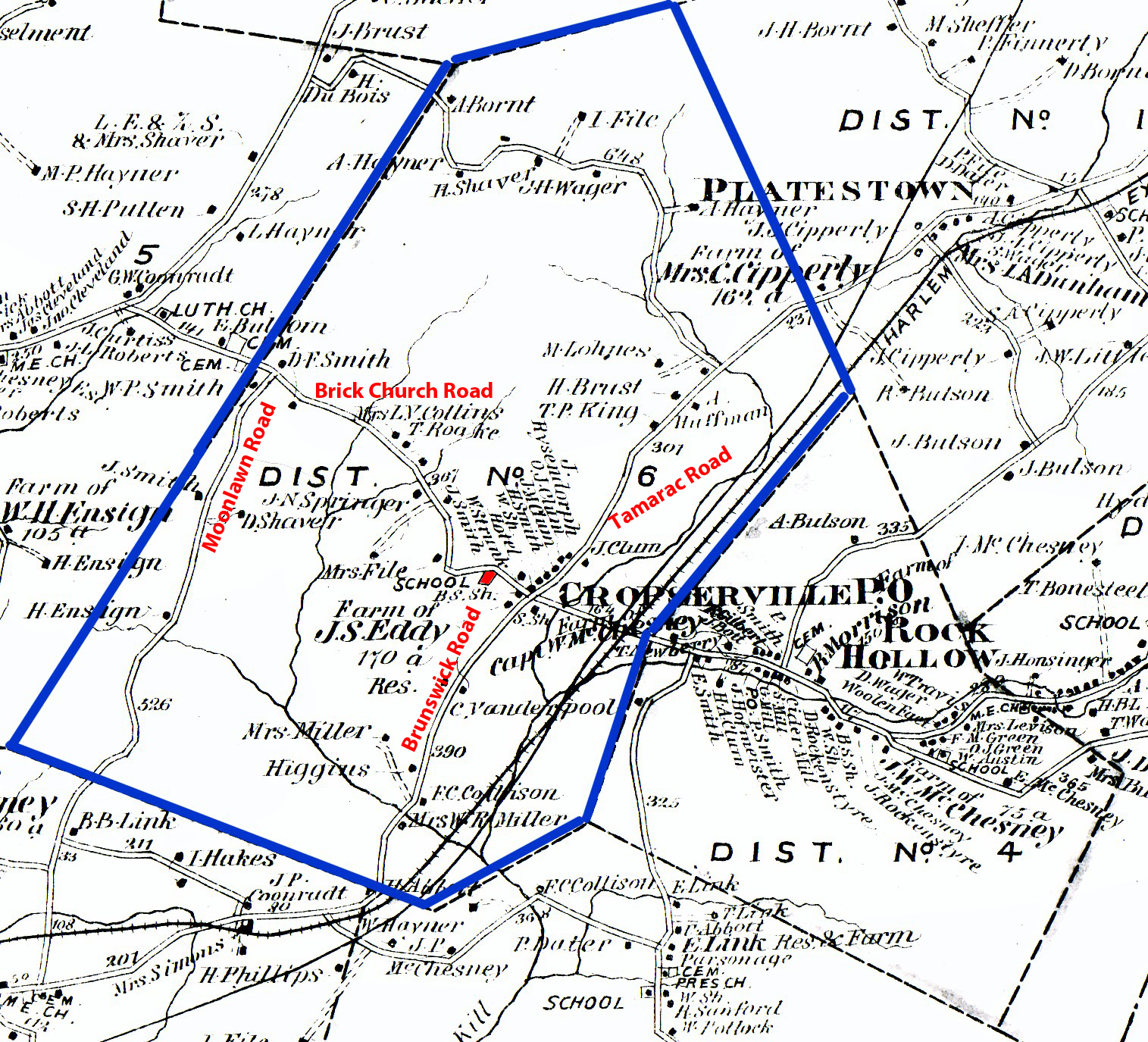
Der ursprünglichen District #6

Die Schulhaus wurde entweder 1830 oder 1837 erbaut – die Quellen sind sich darin nicht einig – und diente den örtlichen Schülern von der ersten bis zur achten Klasse. Der 11. Schulbezirk des Countys umfasste das Gebiet um Clums Corners und wurde zwischen 1854 und 1862 zum 6. Schulbezirk.
Das Schulhaus entstand auf einem Grundstück, das Luther und Olive Eddy zur Verfügung stellten. Ihnen gehörte damals ein großes Stück Land, das an das heutige Grundstück des Schulhauses angrenzte. Luther Eddy wurde 1844 zum städtischen Superintendent für Bildung.

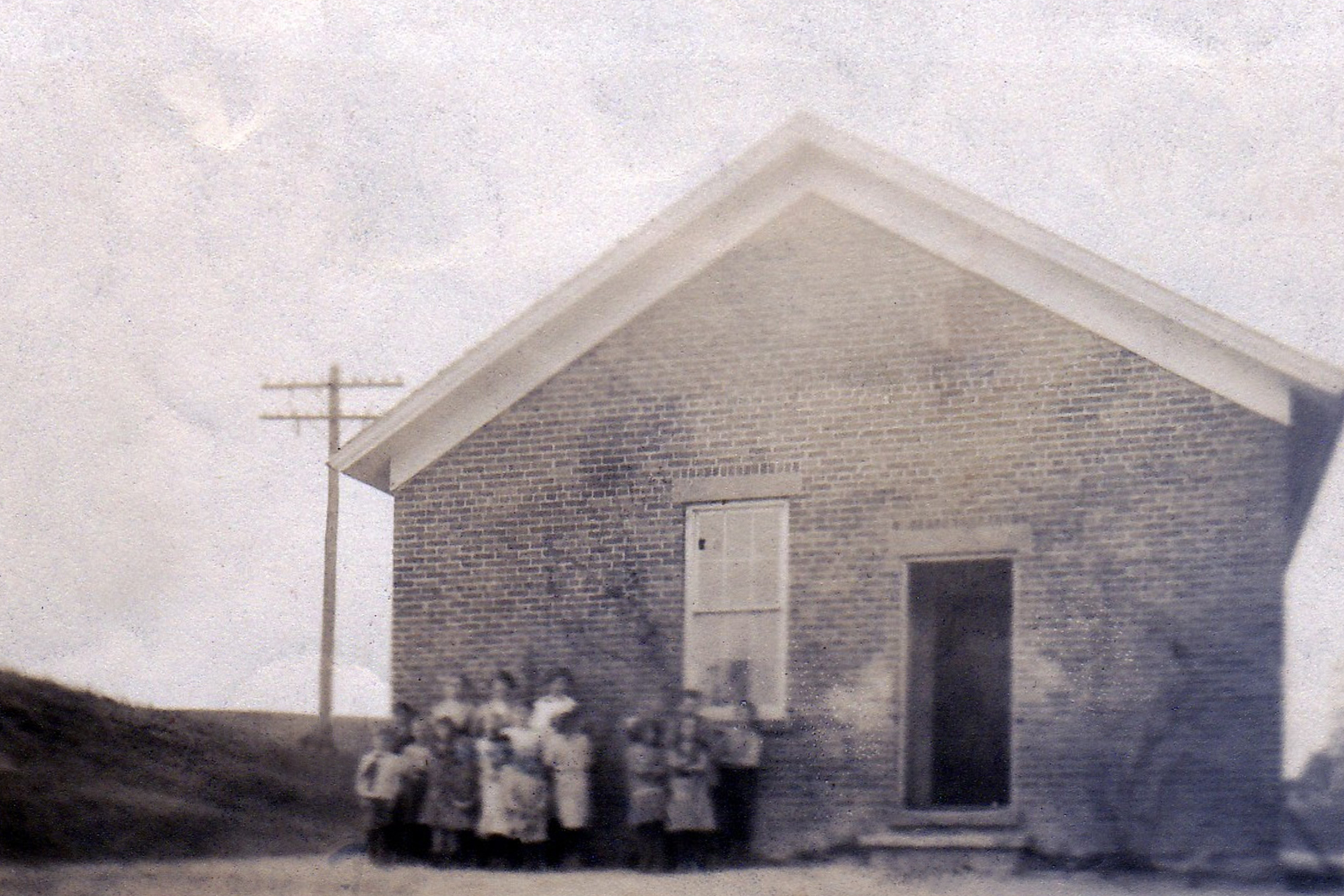
Das Schulhaus 1913

Nach der Konsolidierung des Brunswick Central School Districts in den 1950er Jahren wurde die Schule geschlossen, obwohl sie später noch einmal kurz zur Entlastung des neuen Schulgebäudes genutzt wurde. Später diente das Schulhaus als Garage der Schulbehörde, wofür die westliche Wand entfernt wurde, sodass ein Garagentor eingebaut werden konnte. Danach diente es als Lagerraum.
In den 1970er Jahren wurde das Äußere des Gebäudes durch Ortsansässige restauriert, dabei wurde auch die westliche Wand wieder eingesetzt. Es wurde dann für eine kurze Zeit durch die Brunswick Historical Society genutzt, bevor diese in das Gebäude der Garfield School umzog. 2007 wurde die Innenausstattung durch den Einsatz von Zeit und Material der Ortsansässigen überarbeitet.
Am 3. Juli 2008 wurde das Schulhaus in das National Register aufgenommen, als zweites ehemaliges Schulhaus in Brunswick nach der Garfield School.

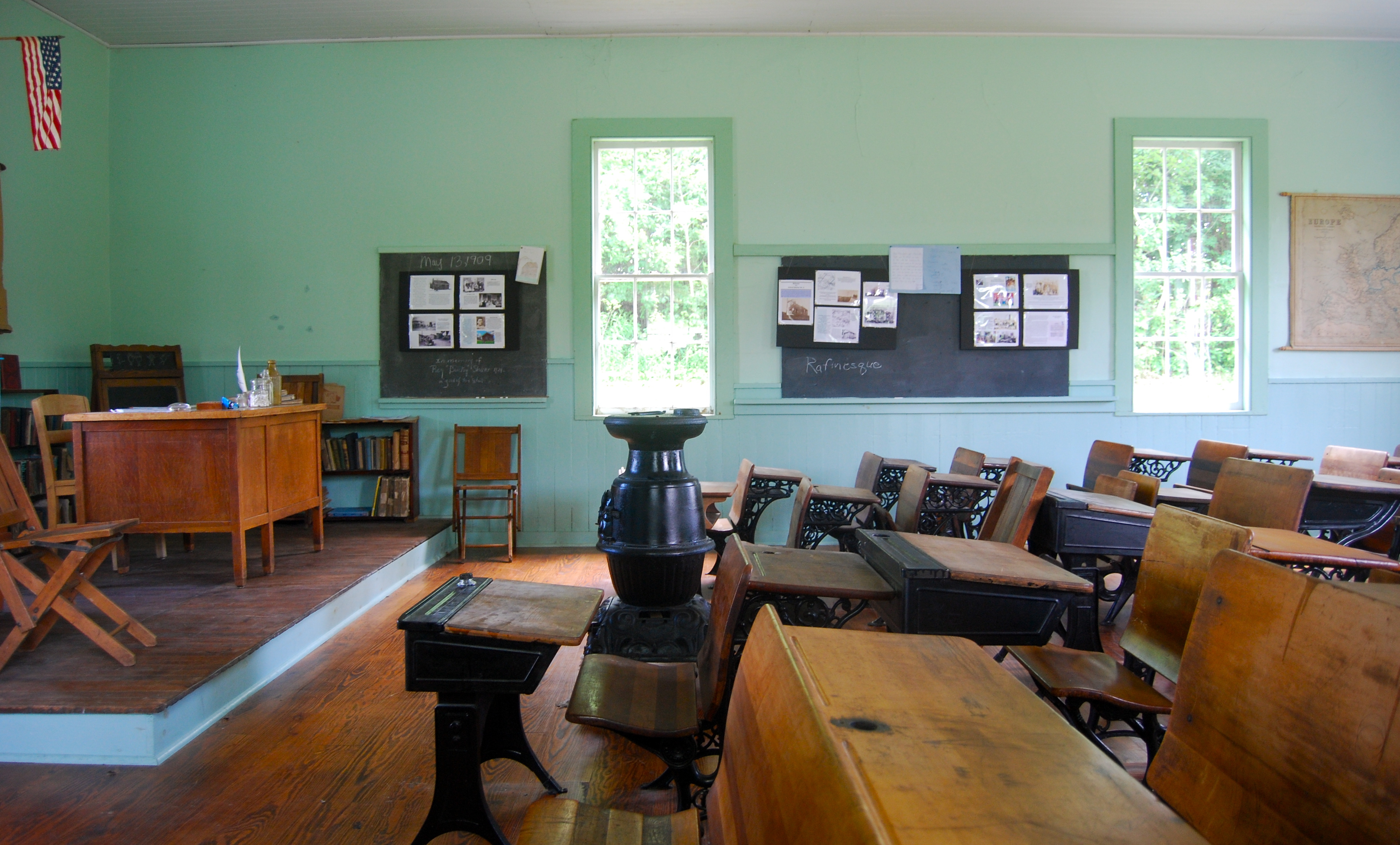
Innenansicht